# Cétane
Le cétane ou hexadécane (IUPAC) est un hydrocarbure saturé de la famille des alcanes. Il possède 16 atomes de carbone (C) et 34 atomes d'hydrogène (H). Il entre dans la composition du gazole. On parle d'ailleurs de l'indice de cétane du gazole.

## Formule chimique
Formule brute : C16H34

## Applications
Le cétane est utilisé pour définir l'indice de cétane qui permet de mesurer l'aptitude à l'auto-inflammation d'un gazole (exemple : le fioul domestique à 40 et le gazole à 51).